# Hintersatz
A Hintersatz egy orgonaregiszter: szó szerinti jelentése ’hátra helyezett’.  Magyarul pedálmixtúra vagy lokáció. Bizonyos diszpozíciókban találkozhatunk a Locatio elnevezéssel is. A név arra utal, hogy e regiszter a pedálmű szélládájának mindig a hátsó részébe kerül. Mély fekvésű mixtúra, négy, öt vagy hat sorral épül, általában az induló sora 5 1/3’. Ritkább esetekben tartalmazhat szeptimsort is. Anyaga orgonafém, jellege nyitott, sípsorai szűk, principál-jellegű sorokból állnak, hangja nyelves jellegű.